# Кафедральный собор Памплоны
Кафедральный собор Памплоны (исп. Catedral de Pamplona, баск. Iruñeko katedrala) или Собор Са́нта-Мари́я-ла-Реа́ль (исп. Catedral de Santa María la Real, с исп. — «собор Святой Девы Марии», баск. Iruñeko Andre Mariaren Jasokundearen katedrala) — римско-католическая церковь архиепархии Памплоны и Туделы, Наварра, Испания. Нынешнее здание собора в готическом стиле построено в XV веке взамен старого в романском. Археология раскопки показали существование в прошлом ещё двух религиозных сооружений на этом месте. Фасад собора в стиле европейского неоклассицизма был спроектирован испанским архитектором Вентурой Родригесом в 1783 году.
Через готический клуатр XIII—XIV веков можно попасть в ещё два помещения в готическом стиле: часовню Барбазана, названную именем похороненного в ней епископа Памплоны Арнальдо де Барбазана, и трапезную. В соборе короновались правители Наварры, некоторых из них были в нём же похоронены. В XX веке в Санта-Мария-ла-Реаль проходили заседания кортесов Наварры.

## История
Место возведения собора является самой старой частью римской Памплоны. В ходе археологических раскопок в 1994 году были обнаружены улицы и здания I века до н. э. Первое документированное упоминание церкви в Памплоне датируется 589 годом (епископ Памплоны присутствовал на Третьем Толедском соборе). Самый первый собор Памплоны был разрушен в 924 году во время вторжения кордовского эмира Абд ар-Рахмана III. Во время правления Санчо III (1004—1035) храм был реконструирован. Этот храм был разрушен с 1083 по 1097 годы, строительство нового романского собора и монастыря было начато епископом Памплоны Педро де Рода в 1100 году и длилось несколько лет (собор был освящён 12 апреля 1127 года епископом Санчо де Ларроса в присутствии короля Альфонсо Воителя).
В 1276 году в ходе войны за Наварру собор был разграблен, а монастырь разрушен, в период с 1280 по 1355 годы здание монастыря и кафедральные комнаты были отстроены заново в готическом стиле (Арнальдо де Барбазан во время своего епископства способствовал расширению старого общежития каноников, трапезной и постройке часовни, в которой в настоящее время находится его гробница и которая названа его именем). 1 июля 1390 года собор обрушился в районе хора, неповреждёнными остались фасад и область возле алтаря. Строительство нынешнего собора в готическом стиле началось 27 мая 1394 года и продолжалось до 1501 года. Собор имел крестообразную форму с амбулаториями, центральным нефом и четырьмя короткими проходами с крещатыми сводами, что было характерно французской готической архитектуре.
В 1782 году была начата реконструкция фасада собора, пострадавшего после взрыва пороховой мельницы в 1733 году. Проект фасада в стиле европейского неоклассицизма, представленный архитектором Вентурой Родригесом, был утверждён 5 февраля 1783 года. Переделкой занимался королевский архитектор Сантос Анхель де Очандатеги, работы были завершены в 1804 году. Этот фасад послужил образцом для оформления фасада собора Сан-Кристобаль-де-ла-Лагуна на острове Тенерифе, (Канарские острова, Испания) в 1820 году.
В 1960 году в здании собора был открыт епархиальный музей. В период с 1992 по 1994 годы проводились реставрация и археологические раскопки на территории собора. В ходе последующих исследований был обнаружен третий в Наварре романский дворец, замаскированный другими сооружениями соборного комплекса. Дворец епископа XII века был предположительно пожертвован каноникам епископом Арминготом для использования в качестве общежития в 1273 году. Разработка проекта по реставрации и восстановлению дворца началась 30 апреля 2003 года.

## Экстерьер и интерьер
Интерьер современного собора Памплоны включает в себя гробницу короля Карла III с супругой, выполненную испано-фламандским скульптором Жаном де Ломом в 1419 году, и вырезанную из дерева романскую скульптуру Святой Девы Марии. Хор с скульптурами в стиле ренессанса (созданы в 1541 году) отделён от нефа готической железной решёткой 1517 года. В пресвитерии (капелла Святого Михаила) сохранилось ретабло в стиле ренессанс 1598 года. Боковые капеллы выполнены в готическом (две, 1500 и 1507 годов), итальянского ренессанса (XVI век), Позднего Возрождения (1610 год) и в стиле барокко (пять: 1642, 1683 и 1685 годов).
Клуатр XIII века, как и храм, выполнен в стиле французской готической архитектуры и имеет богатые скульптурные украшения. На двери в собор изображено Успение Пресвятой Богородицы, а в бифории установлена скульптура Девы Марии XV века.
В двух башнях собора имеются одиннадцать бронзовых колоколов, самый старый из которых «Габриела» (La Gabriela) был отлит в 1519 году. Восемь колоколов, размещенных в южной башне, используются в литургии часов. В северной башне — три колокола, в том числе самый большой действующий колокол в Испании «Мария» (La Maria).
Среди гробниц, расположенных в соборе, примечательны захоронения епископа Памплоны Санчеса де Асиайна XIV века, вице-короля Наварры графа де Гажа (в стиле барокко, XVIII век) и гверильяса Франсиска Мина (неоклассицизм, XIX век). По легенде, решётка, прикрывающая вход в уборную, была привезена с битвы при Лас-Навас-де-Толоса. Дверь в трапезную и кухню так же выполнена в готическом стиле.
В бывших комнатах каноников расположен епархиальный музей, где выставлены предметы религиозного искусства из собора и других храмов Наварры: романская, готическая, ренессансная и барочная скульптура, готическая и барочная живопись и ювелирная изделия XIII—XVIII веков. Из этих экспонатов наиболее ценными являются серебряные готический реликварий Храма Гроба Господня, изготовленный в XIII веке в Париже, реликварий Животворящего Креста XIV века и монстранция эпохи Возрождения XVI века.

Кафедральный собор Памплоны
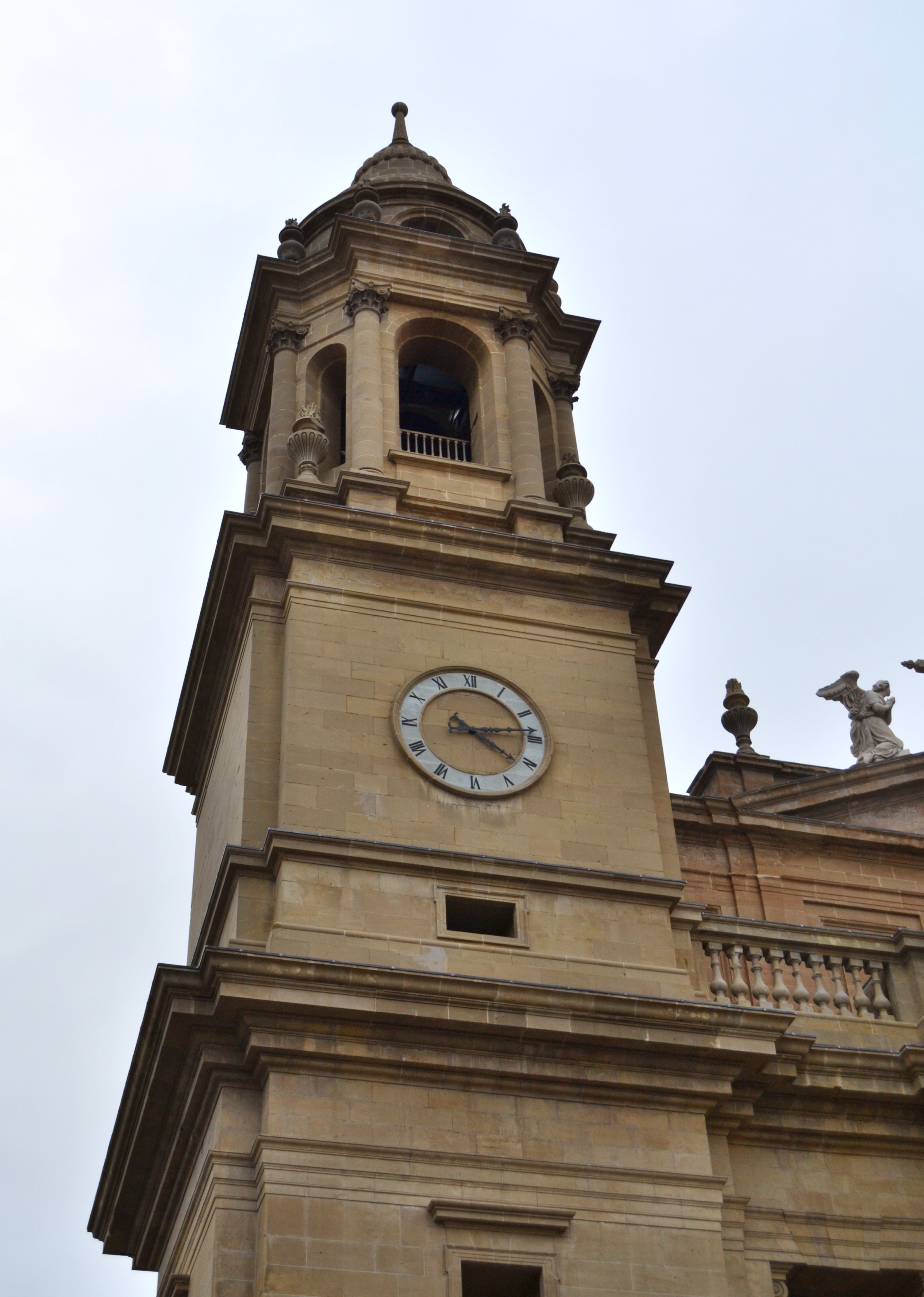
Южная башня
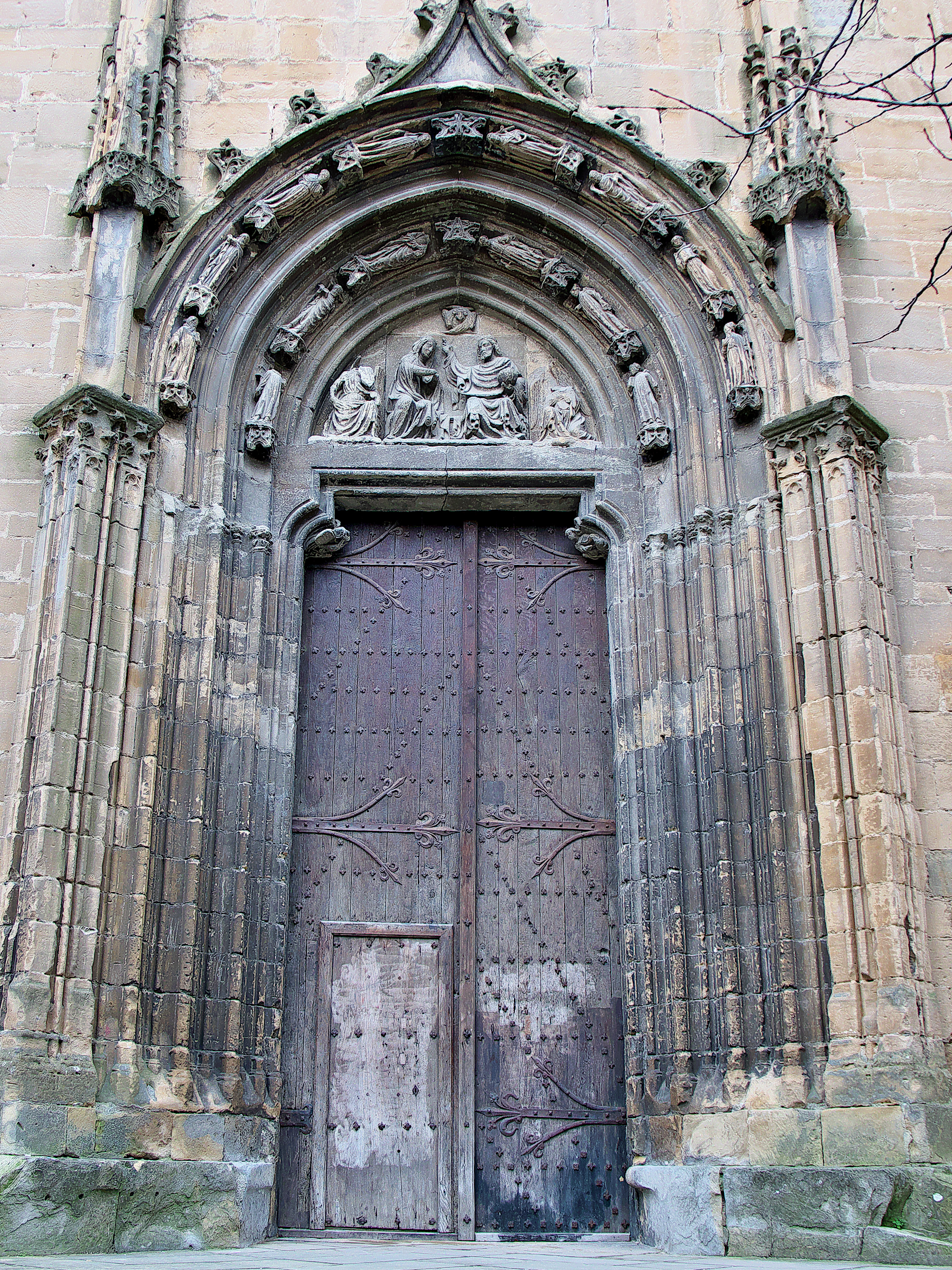
Центральный вход
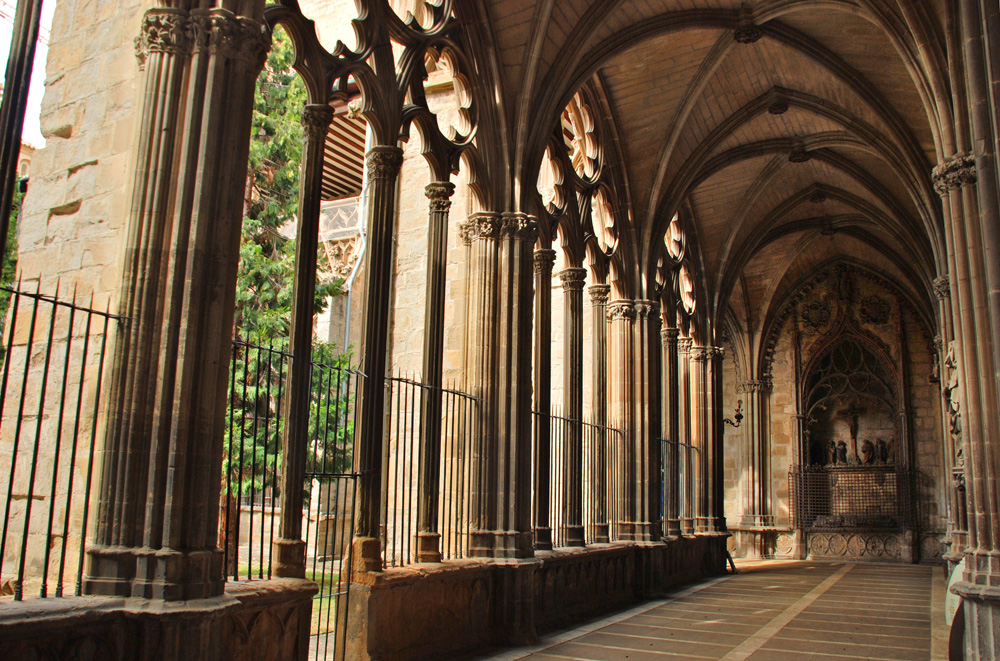
Западная часть клуатра
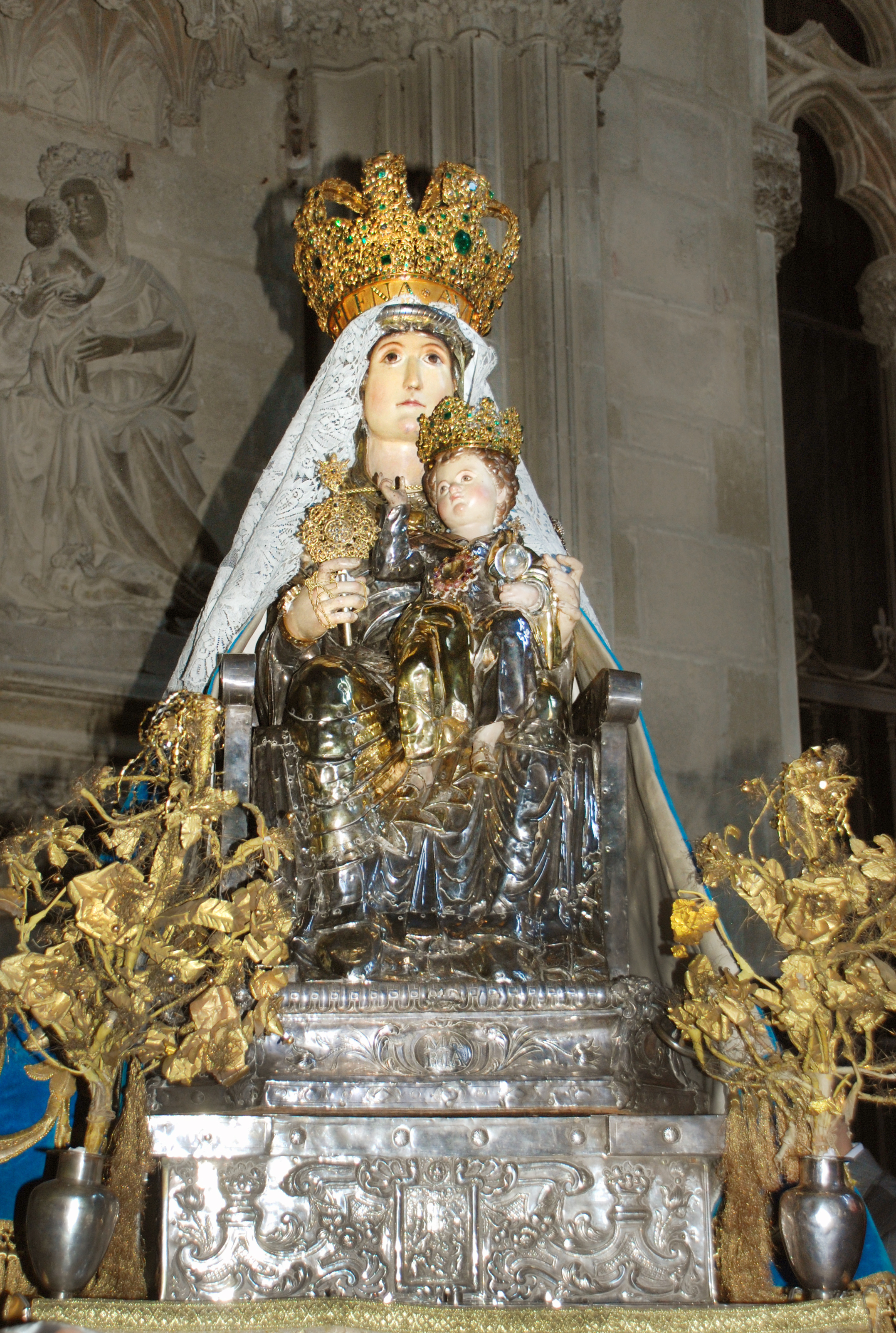
Дева Санта-Мария-ла-Реаль-де-Памплона в день Успения (15 августа)
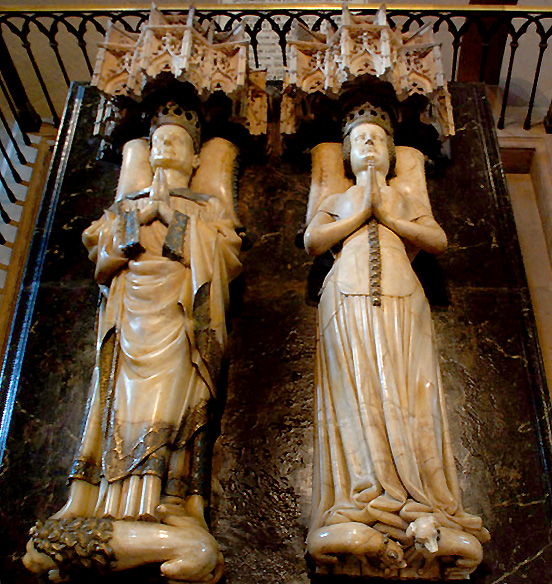
Гробница Карла III и Элеоноры Кастильской
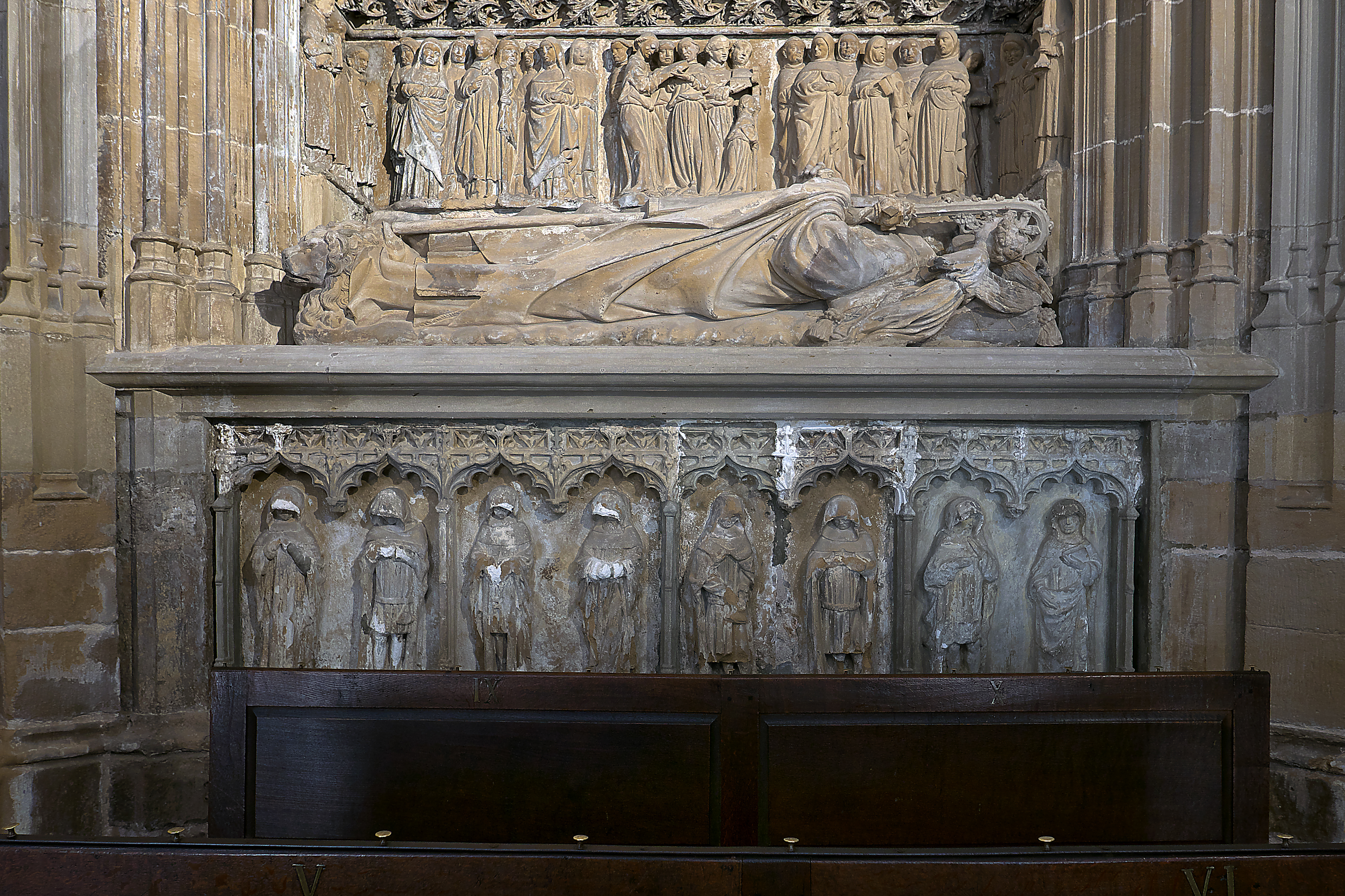
Гробница епископа Санчеса де Асиайна[исп.]
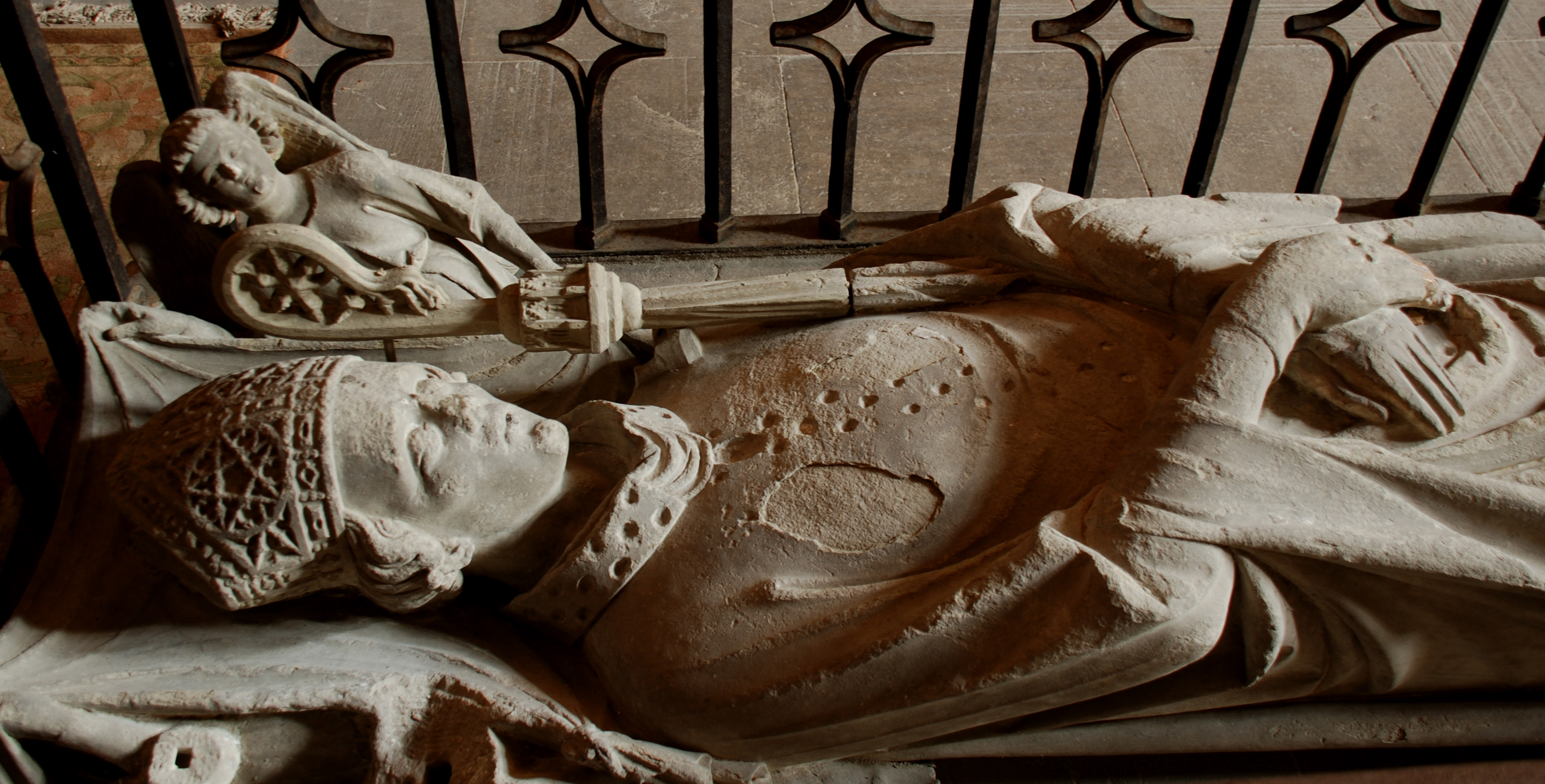
Гробница епископа Арнальдо де Барбазана[исп.]
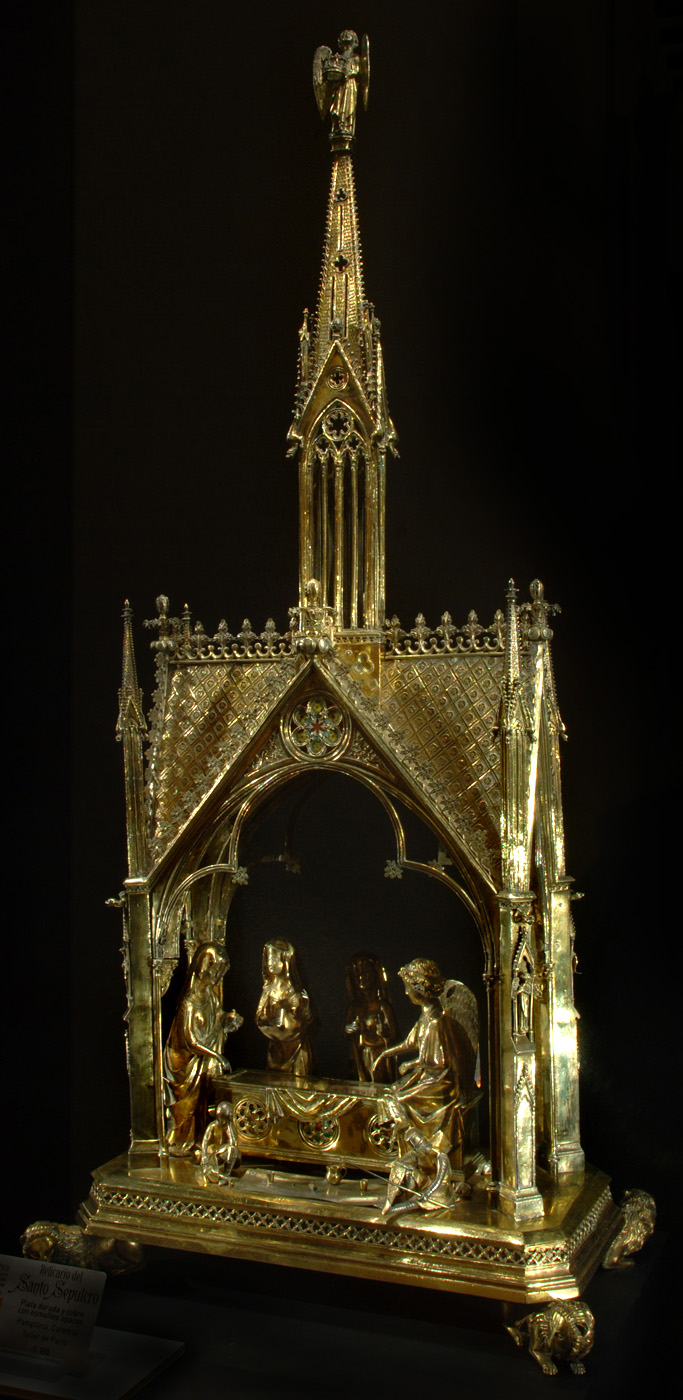
Реликварий Храма Гроба Господня
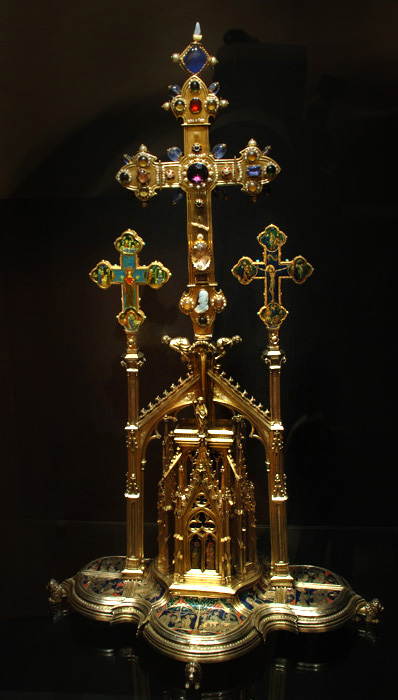
Реликварий Животворящего Креста
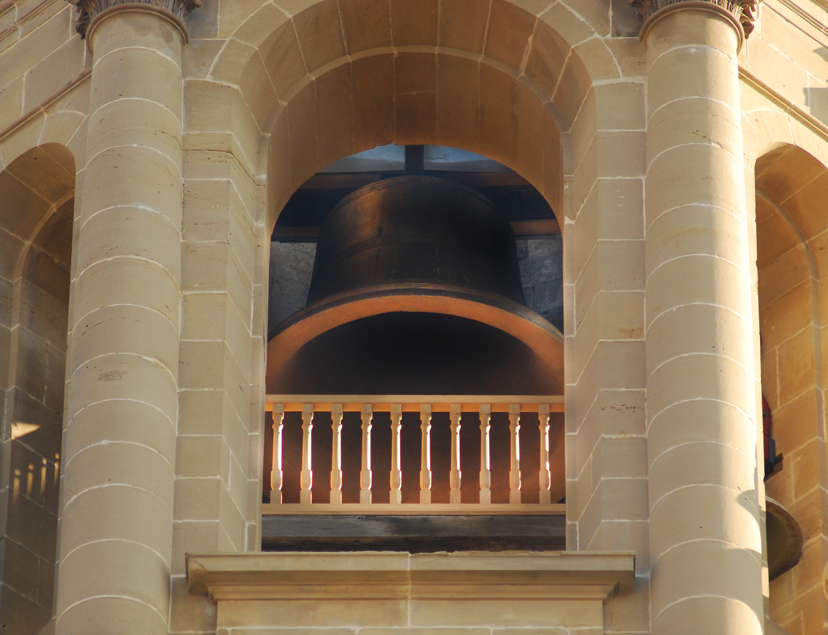
Колокол «Мария»

## Комментарии
1. ↑  «Габриела» имеет диаметр 1,67 метров, высоту 1,35 метров и вес более 2700 килограмм[15].
2. 1 2  Обе башни собора имеют часы на втором ярусе фасада: механические на южной (справа от центрального входа) и солнечные на северной (справа).
3. ↑  «Мария» была отлита 15 сентября 1584 года и имеет диаметр 2,5 метров, высоту 2,25 метров и вес около 10 300 килограмм[16].